# Xén lông cừu

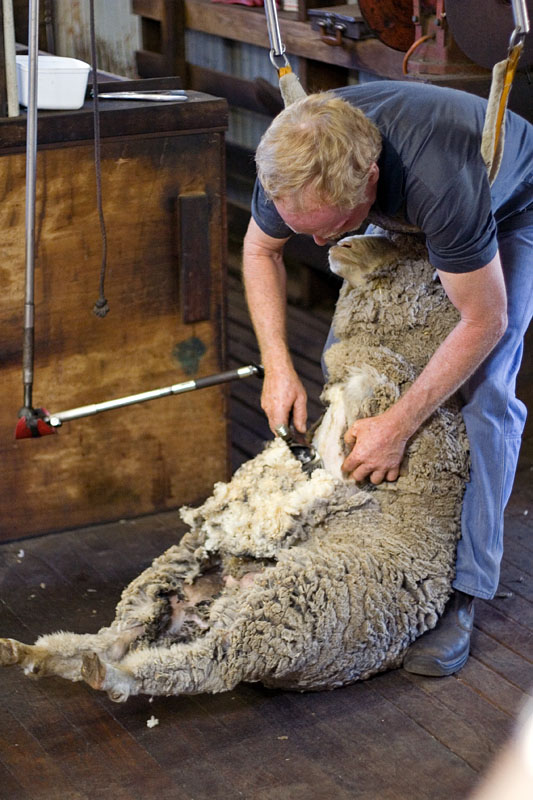
Xén lông cừu

Xén lông cừu (Sheep shearing) là quá trình mà lông của những con cừu được cắt bỏ khỏi cơ thể chúng. Người thực hiện việc xén lông cừu được gọi là người cắt lông cừu (Shearer). Thông thường, mỗi con cừu trưởng thành được cắt lông một lần mỗi năm (một con cừu có thể được cho là đã được "cắt lông" hay "nhổ lông" hoặc "xén lông" tùy thuộc vào phương ngữ). Việc xén lông hàng năm thường xảy ra nhất ở một trang trại xén lông cừu, một cơ sở được thiết kế đặc biệt để xử lý thường xuyên lên đến hàng trăm và đôi khi hơn 3.000 con cừu mỗi ngày. Xén lông cừu cũng được coi là một môn thể thao với các cuộc thi được tổ chức trên khắp thế giới, thường được thực hiện giữa mùa xuân và mùa hè.

## Tổng quan
Lông cừu được cho là sợi vải dệt đầu tiên của lịch sử loài người, có nguồn gốc hơn 10,000 năm về trước khi loài người bắt đầu thuần hóa loài cừu và sử dụng lông của chúng để tạo ra sản phẩm lông cừu. Đến 99% các loại lông cừu trên thế giới có màu trắng giúp có thể xử lý và nhuộm màu lông cừu dễ dàng hơn. Lông cừu được được sản xuất thông qua nhiều quá trình. Người Ba Tư đã nuôi cừu đến khoảng 6.000 năm trước công nguyên thì cừu được nuôi lấy lông làm len. Len từ lông cừu đã trở thành một phần trong văn hóa Ba Tư và là một sản phẩm thương mại đặc trưng. Con người bắt đầu lấy lông cừu vì mục đích sinh tồn, thứ giúp giữ ấm để con người có thể vượt qua mùa đông khắc nghiệt. Sợi thực vật thì không ấm và không thấm nước, da động vật thì không mềm và cũng không cách nhiệt tốt.
Len cừu được xuất khẩu sang châu Phi và châu Âu, giờ thì trở thành một loại sợi rất quan trọng đối với con người, nó tự nhiên, có thể tái sử dụng, có thể phân hủy. Sợi lông cừu được cấu tạo bởi một nguyên tố protein tự nhiên có tên gọi là Keratin có thể tự phân hủy được. Đây là nguyên tố protein giống như tóc của con người. Khi lông cừu bị loại bỏ, chúng sẽ tự phân hủy trong lòng đất trong vài năm. Và chính vì thế nó hoạt động giống như là một loại phân bón vậy. Trái lại, những sợi len tổng hợp cần phải mất một khoảng thời gian rất lâu để phân hủy được. Những sợi len cừu hoàn toàn có thể tái tạo được.
Lông của cừu bị rụng và ngắn đi trong tất cả các mùa, tùy thuộc vào khí hậu, yêu cầu quản lý, lông của những con cừu cái thường ngắn trước khi sinh cừu non vào những tháng ấm hơn, nhưng việc cân nhắc thường được thực hiện đối với phúc lợi của cừu non bằng cách không cắt lông trong mùa đông khí hậu lạnh. Tuy nhiên, ở các vùng đất cao, việc xén lông cừu trước khuyến khích đàn cừu tìm nơi trú ẩn giữa các sườn đồi để cừu non mới sinh hoàn toàn không tiếp xúc với các yếu tố này. Những con cừu bị xén lông ngắn chịu được sương giá tốt, nhưng những con cừu non đặc biệt sẽ chịu đựng trong thời tiết gió lạnh, ẩm ướt (ngay cả trong mùa hè khí hậu lạnh). Một số con cừu cũng có thể được cắt ngắn lông bằng lược đinh tán để lại nhiều lông cừu hơn trên con vật trong những tháng lạnh hơn, giúp bảo vệ tốt hơn trước giá lạnh.

## Ở Úc

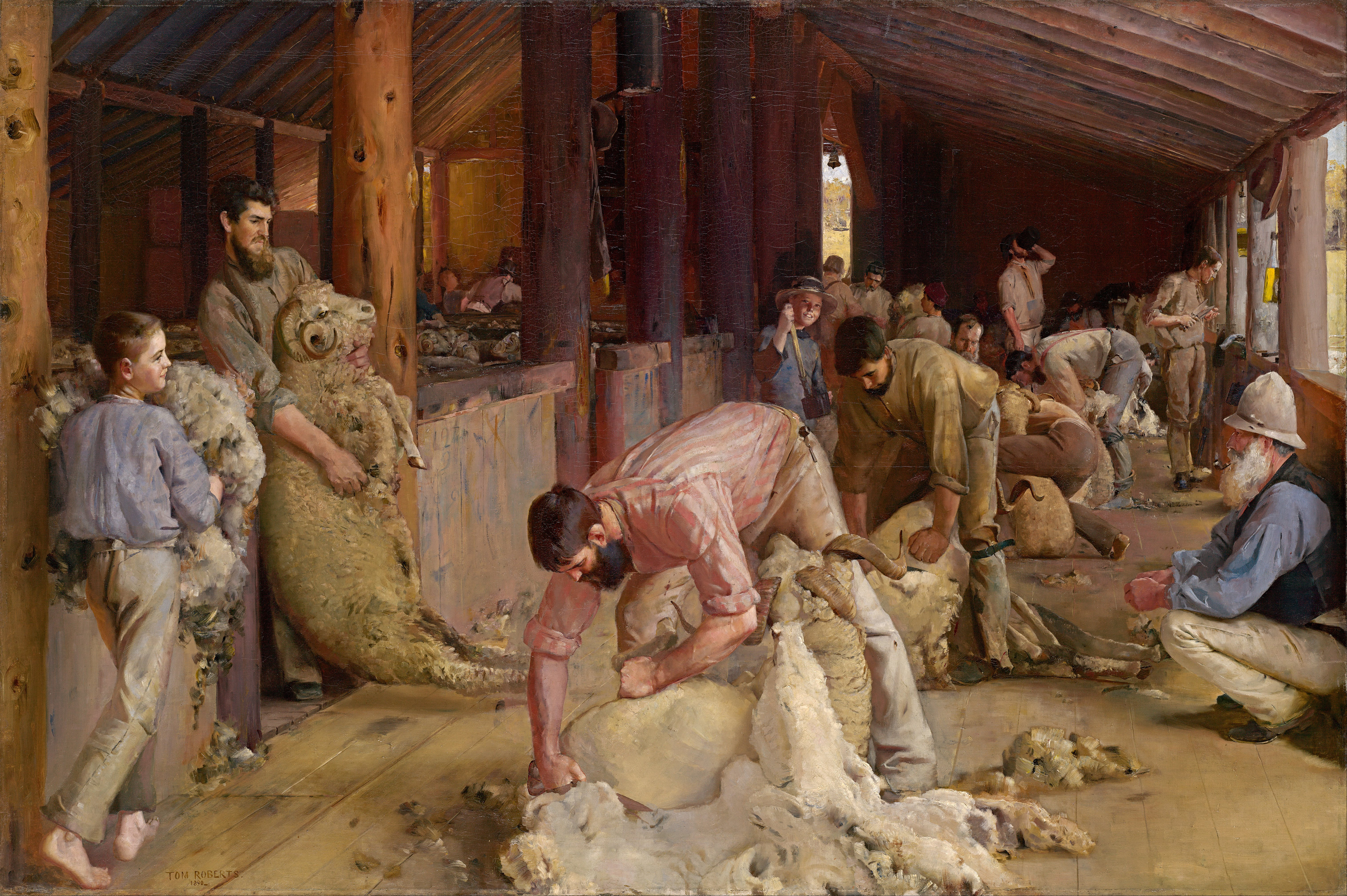
Họa phẩm về thu hoạch lông cừu ở Úc

Lông cừu Úc chiếm khoảng 25% trên thế giới và là quê hương của khoảng 71 triệu con cừu. Trong đó có khoảng 3/4 đàn cừu thuộc giống cừu Merino là loại cừu có thể sản xuất ra những sợi lông cừu dài, mềm, chất lượng và 1/4 số lượng còn lại là thuộc giống lai hoặc chủng loại khác của cừu. Mỗi giống cừu lại có đặc điểm bộ lông khác nhau và để làm ra những loại len sợi khác nhau, có rất nhiều giống chuyên cho lông làm len như cừu Romney, cừu Lincoln với bộ lông dài nhất và nặng nhất để kéo sợi, dệt, cừu Teeswater với bộ lông dài đường kính sợi lớn, cừu Leicester lông dài, cừu Corriedale lai giữa cừu Merino và Lincoln. Chỉ có một số giống cừu nguyên thủy vẫn giữ được đặc tính thay lông tự nhiên và vẫn đang được chăn nuôi như giống cừu bán hoang dã gốc Scotland như cừu Boreray chủ yếu lấy thịt, thay lông tự nhiên hay giống cừu Soay với bộ lông sẫm màu đặc trưng, tự thay lông.
Cừu Merino tức là giống cừu chuyên cho lông làm len và len từ lông cừu Merino thì nổi tiếng về độ mềm, vì cho giá trị kinh tế cao nên được nuôi nhiều tại châu Âu và Úc. Đây là một giống cừu không phù hợp để sống trong tự nhiên vì giống cừu này không thể tự rụng lông theo kỳ mỗi năm một đặc điểm sinh tồn quan trọng đối với cừu trong tự nhiên nên cừu Merino không thể sống thiếu con người. Chúng cần con người cắt lông, mỗi con có thể cho từ 4,5–20 kg lông mỗi năm. Và trước khi có máy móc hiện đại để cắt tỉa lông như giờ thì thời xưa với những giống cừu nguyên thủy, người ta lấy lông bằng cách "nhổ" bằng tay hoặc thu hoạch trên cánh đồng khi lông cừu rụng tự nhiên. Những giống nuôi lấy lông đa phần chỉ phù hợp môi trường nông trại bởi chúng đã được lai tạo để có bộ lông phát triển quanh năm và chúng không thể sống mà thiếu bàn tay con người. 